# Кална (Књажевац)
Кална је насеље у Србији у општини Књажевац у Зајечарском округу. Према попису из 2022. било је 194 становника (према попису из 1991. било је 629 становника).
Указом Краља од 23. јануара 1925. године насеље је добило статус варошице.
До 1965. ово насеље је било седиште Општине Кална коју су чинила насељена места: Алдина Река, Балта Бериловац, Црни Врх, Ћуштица, Габровница, Иново, Јаловик Извор, Јања, Кална, Равно Бучје, Стањинац, Шести Габар, Татрасница и Вртовац. После укидања општине подручје бивше општине је у целини ушло у састав општине Књажевац. Област чије је средиште Кална позната је и под именом Буџак.
Овде се налазе Црква Свете Петке у Кални и Клисура Коренатац.

## Географски положај
Налази се на обронцима Старе планине, односно Миџора.

## Историја
На месту данашњег насеља Кална, постојало је античко утврђење које је у периоду од 530—552. године обновио римски цар Јустинијан. Сврха тог утврђења била је да затвори улаз у долину Трговишког Тимока и да брани „пут метала” (античког рударства) на Старој планини.

## Привреда
Становништво се претежно бави сточарством, што је условљено конфигурацијом терена.

## Туризам
Из Калне се могу правити лепе туре на врхове Старе планине: Миџор (2.169 м), Бабин Зуб (1.758 м), Свети Никола (1.710 м), Писана Бука (1,230 м).

## Занимљивости
Својевремено је код Калне пронађен уранијум и 1963. године отворен рудник, са којим се наговештавао препород читаве источне Србије. У исту сврху изграђен је и хотел „Уран“.. Велика савезна инвестиција Југославије, увијена у конспиративност, убрзо је показала као промашај, о коме се мало причало, па је рудник већ 1965. затворен. Сва опрема стављена је под кључ, а улаз у рудник зазидан.

## Демографија
У насељу Кална живи 186 пунолетних становника, а просечна старост становништва износи 58,9 година (58,5 код мушкараца и 59,2 код жена). У насељу има 104 домаћинстава, а просечан број чланова по домаћинству је 1,87.
Ово насеље је великим делом насељено Србима (према попису из 2002. године), а у последња три пописа, примећен је пад у броју становника.
|  |

| Демографија | Демографија | Демографија |
| Година      | Становника  | Становника  |
| ----------- | ----------- | ----------- |
| 1948.       | 1.326       |             |
| 1953.       | 1.283       |             |
| 1961.       | 1.292       |             |
| 1971.       | 976         |             |
| 1981.       | 834         |             |
| 1991.       | 629         | 622         |
| 2002.       | 553         | 554         |
| 2011.       | 444         |             |
| 2022.       | 194         |             |

| Етнички састав према попису из 2002.‍ | Етнички састав према попису из 2002.‍ | Етнички састав према попису из 2002.‍ | Етнички састав према попису из 2002.‍ | Етнички састав према попису из 2002.‍ |
| ------------------------------------ | ------------------------------------ | ------------------------------------ | ------------------------------------ | ------------------------------------ |
|                                      |                                      |                                      |                                      |                                      |
| Срби                                 | Срби                                 |                                      | 527                                  | 95,29%                               |
| Роми                                 | Роми                                 |                                      | 6                                    | 1,08%                                |
| Хрвати                               | Хрвати                               |                                      | 4                                    | 0,72%                                |
| Муслимани                            | Муслимани                            |                                      | 3                                    | 0,54%                                |
| Црногорци                            | Црногорци                            |                                      | 1                                    | 0,18%                                |
| непознато                            | непознато                            |                                      | 7                                    | 1,26%                                |

| Година пописа     | 1948. | 1953. | 1961. | 1971. | 1981. | 1991. | 2002. |
| ----------------- | ----- | ----- | ----- | ----- | ----- | ----- | ----- |
| Број домаћинстава | 295   | 299   | 338   | 311   | 288   | 245   | 246   |

| Број чланова      | 1  | 2  | 3  | 4  | 5  | 6 | 7 | 8 | 9 | 10 и више | Просек |
| ----------------- | -- | -- | -- | -- | -- | - | - | - | - | --------- | ------ |
| Број домаћинстава | 80 | 86 | 38 | 29 | 10 | 3 | 0 | 0 | 0 | 0         | 2,24   |

| Пол    | Укупно | Неожењен/Неудата | Ожењен/Удата | Удовац/Удовица | Разведен/Разведена | Непознато |
| ------ | ------ | ---------------- | ------------ | -------------- | ------------------ | --------- |
| Мушки  | 226    | 53               | 137          | 9              | 27                 | 0         |
| Женски | 262    | 31               | 144          | 74             | 13                 | 0         |
| УКУПНО | 488    | 84               | 281          | 83             | 40                 | 0         |

| Пол    | Укупно                    | Пољопривреда, лов и шумарство | Рибарство                            | Вађење руде и камена | Прерађивачка индустрија       |
| ------ | ------------------------- | ----------------------------- | ------------------------------------ | -------------------- | ----------------------------- |
| Мушки  | 78                        | 15                            | 0                                    | 0                    | 30                            |
| Женски | 44                        | 7                             | 0                                    | 0                    | 16                            |
| УКУПНО | 122                       | 22                            | 0                                    | 0                    | 46                            |
| Пол    | Производња и снабдевање   | Грађевинарство                | Трговина                             | Хотели и ресторани   | Саобраћај, складиштење и везе |
| Мушки  | 1                         | 5                             | 3                                    | 3                    | 3                             |
| Женски | 0                         | 0                             | 2                                    | 3                    | 0                             |
| УКУПНО | 1                         | 5                             | 5                                    | 6                    | 3                             |
| Пол    | Финансијско посредовање   | Некретнине                    | Државна управа и одбрана             | Образовање           | Здравствени и социјални рад   |
| Мушки  | 0                         | 2                             | 8                                    | 2                    | 3                             |
| Женски | 0                         | 1                             | 1                                    | 5                    | 8                             |
| УКУПНО | 0                         | 3                             | 9                                    | 7                    | 11                            |
| Пол    | Остале услужне активности | Приватна домаћинства          | Екстериторијалне организације и тела | Непознато            | Непознато                     |
| Мушки  | 2                         | 0                             | 0                                    | 1                    | 1                             |
| Женски | 0                         | 0                             | 0                                    | 1                    | 1                             |
| УКУПНО | 2                         | 0                             | 0                                    | 2                    | 2                             |

## Споменици културе
Током реализације пројекта „Атлас народног градитељства Србије“, Републичког завода за заштиту споменика културе Србије, у Кални је евидентиран један објекат народног градитељства. Ради се о грађевини саграђеној крајем 19. века, као кући председника општине Милана Живића. Грађевина је наглашене правоугаоне основе, подигнута над подрумом. Има четири просторије са централном ижом у којој је отворено огњиште и двоја наспрамних врата. Карактерише је подужни трем са низом лучних отвора.